# میکیکو هاگیوارا
میکیکو هاگیوارا (انگلیسی: Mikiko Hagiwara؛ زادهٔ ۱۷ آوریل ۱۹۷۰) بازیکن بسکتبال اهل ژاپن بود.
از باشگاه‌هایی که در آن بازی کرده‌است می‌توان به فینکس مرکوری اشاره کرد.
وی در مسابقات کشوری و بین‌المللی در مجموع برندهٔ ۱ مدال نقره شده‌است.